# Джанаев, Георгий Георгиевич

Мемориальная доска на фасаде Горского государственного аграрного университета, ул. Кирова, д. № 37

Гео́ргий Гео́ргиевич Джана́ев (22 декабря 1921 года, Моздок, Орджоникидзевский край — 2003 год, Владикавказ) — советский учёный-агроном, доктор сельскохозяйственных наук, профессор. Ректор Горского государственного аграрного университета (1962—1982). Заслуженный деятель науки и техники РСФСР. Участник Великой Отечественной войны.

## Биография
Родился в 1921 году в многодетной семье в Моздоке. После окончания местной средней школы поступил на учёбу в 1940 году в Грозненскую авиашколу. В последующем окончил Бакинское зенитно-артиллерийское училище. С 1943 года участвовал в Великой Отечественной войне. Воевал командиром батареи в составе 1937-го зенитно-артиллерийского полка 4-го Украинского фронта. Освобождал Украину, Польшу. В мае 1945 года получил ранение в Чехословакии. После получения ранения находился на лечении в Баку.
В 1945 году преподавал в школе № 2 в Моздоке. С 1946 года обучался в Горском сельскохозяйственном институте, по окончании которого в 1951 году остался в аспирантуре на кафедре общего земледелия этого же института. В 1954 году защитил диссертацию на соискание научного звания кандидата наук на тему: «Влияние глубокой обработки почвы, удобрений и сорта на урожай кукурузы». В последующие годы: инструктор сельскохозяйственного отдела при Северо-Осетинском обкоме КПСС, главный агроном Архонской МТС (1955—1956), главный научный сотрудник в Северо-Осетинской сельскохозяйственной опытной станции (1956—1958), заведующий кабинетом кафедры агрохимии в Горском сельскохозяйственном институте, декан агрономического факультета в этом же институте (1958—1962).
С 1962 года — ректор Северо-Осетинского сельскохозяйственного института. При его руководстве в институте было защищено более 250 кандидатских и докторских диссертаций, организованы научные агротехнические и биологические исследования в Северо-Кавказском регионе, открыты пять новых факультетов, в 1970-е годы построен новый учебный корпус на улице Кирова. Был инициатором возвращения институту его прежнего названия «Горский сельскохозяйственный институт», которое было в 1920-х годах.
В 1970 году защитил докторскую диссертацию на тему «Почвы и удобрения в Северной Осетии».
В последующие годы: заведующий кафедрой агрохимии (1982—1987), профессор кафедры земледелия.
В 1986 году защитил вторую докторскую диссертацию (в форме научного доклада) на тему «Условия эффективного применения удобрений на основных типах почв Центрального Предкавказья». Написал несколько десятков научных монографий и статей. Избирался депутатом Верховного Совета Северо-Осетинской АССР, председателем Верховного Совета Северо-Осетинской АССР 9-го созыва.
В 1991 году участвовал в создании осетинского национального совета «Хистæрты Ныхас», объединившего старейшин Северной и Южной Осетии.
Умер в 2003 году.
Основные сочинения
- Почвы и удобрения в Северной Осетии [Текст]. — Орджоникидзе : Ир, 1970. — 474 с., 10 л. карт. : ил., карт.; 22 см.

Память
- Мемориальная доска на территории Горского аграрного университета, установленная в 2003 года. Автор — скульптор Маирбек Царикаев[9].
- Мемориальная доска на фасаде Горского аграрного университета, установленная 22 декабря 2016 года. Автор — скульптор Заурбек Дзанагов[10]

Награды
- Орден Красной Звезды
- Орден Отечественной войны II степени
- Медаль «За победу над Германией в Великой Отечественной войне 1941—1945 гг.»
- Заслуженный деятель науки и техники РСФСР (1998)